# Буковецька полонина

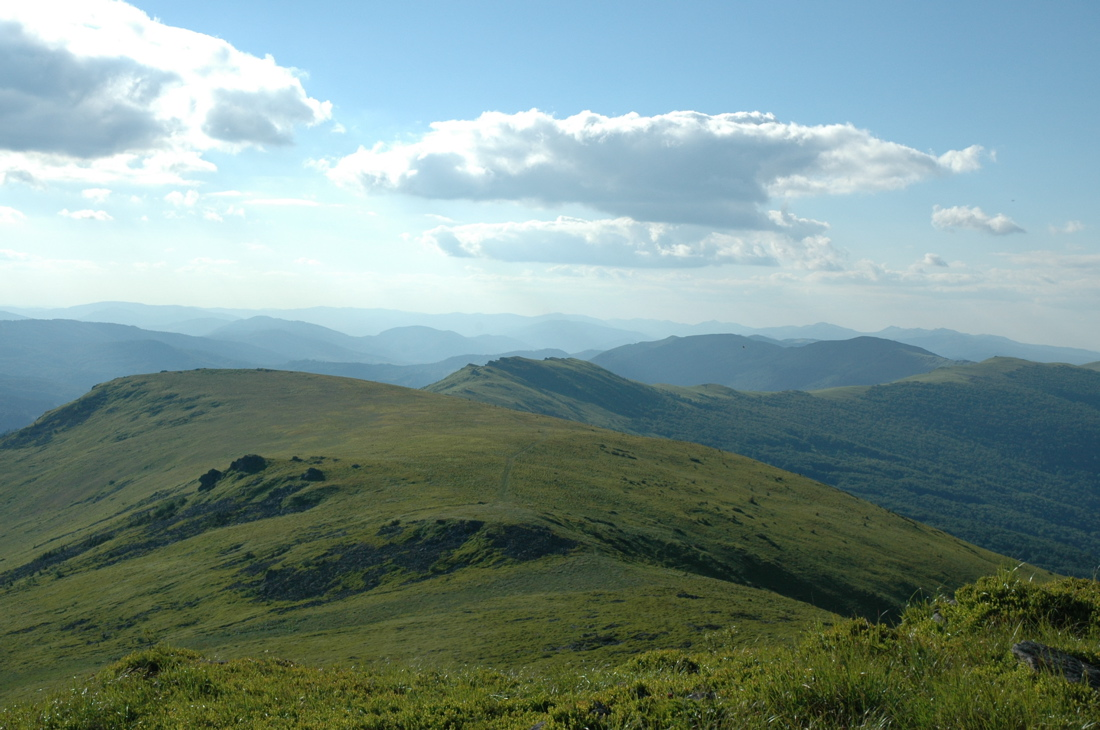
Буковецька полонина (вигляд з Пікуя)

Букове́цька полони́на або Буківська полонина — плосковершиний масив на Вододільному хребті в Українських Карпатах. Масив розташований на межі Львівської та Закарпатської областей, на північний захід від гори Пікуй. 
Пересічна висота 900—1300 м. Південно-західний схил крутий, північно-східний полого переходить у Стрийсько-Сянську Верховину. Переважають чорничники та біловусникові пустища. Південно-західні схили масиву вкриті буковими, північно-східні — ялиновими лісами. У межах полонини збереглася природна межа лісу з буковим криволіссям. Через масив проходить туристичний маршрут «Верхами Вододільного хребта», який веде від села Сянок до гори Пікуй. 
Найближчі населені пункти: с. Буковець, с. Щербовець, с. Верхнє Гусне.